# Léger Djimrangar
Léger Djimrangar (ur. 2 października 1987 w Ndżamenie) – czadyjski piłkarz występujący na pozycji napastnika. Zawodnik klubu Gazelle FC.

## Kariera klubowa
Djimrangar karierę rozpoczynał w 2007 roku w zespole Tourbillon FC. W 2008 roku zdobył z nim Puchar Czadu oraz Superpuchar Czadu, a w 2010 roku mistrzostwo Czadu. W tym samym roku odszedł do egipskiego drugoligowca, Al-Nasr Kair. W latach 2012–2015 grał w marokańskim Difaâ El Jadida, z którym w 2013 zdobył Puchar Maroka. W 2015 występował w Foullah Edifice FC, w latach 2016–2017 – w gabońskim Missile FC, a w 2017 ponownie w Foullah Edifice FC. W latach 2018–2019 był piłkarzem Elect-Sport FC, z którym dwukrotnie wygrał mistrzostwo kraju w sezonach 2018 i 2019. W latach 2020–2021 był zawodnikiem AS CotonTchad, a w 2022 trafił do Gazelle FC.

## Kariera reprezentacyjna
W reprezentacji Czadu Djimrangar zadebiutował 16 czerwca 2007 roku w zremisowanym 1:1 meczu kwalifikacji do Pucharu Narodów Afryki 2008 z Zambią. 9 września tego samego roku w zremisowanym 1:1 meczu eliminacji Pucharu Narodów Afryki 2008 z Kongiem strzelił pierwszego gola w drużynie narodowej.